# Batalla de Cherburgo
La batalla de Cherburgo fue parte de la batalla de Normandía, durante la Segunda Guerra Mundial. Tuvo lugar después de los desembarcos aliados del 6 de junio de 1944. Las tropas estadounidenses aislaron y capturaron finalmente el puerto fortificado, considerado vital para el éxito de la campaña en Europa occidental, en una dura batalla de 3 semanas.

## Los planes aliados

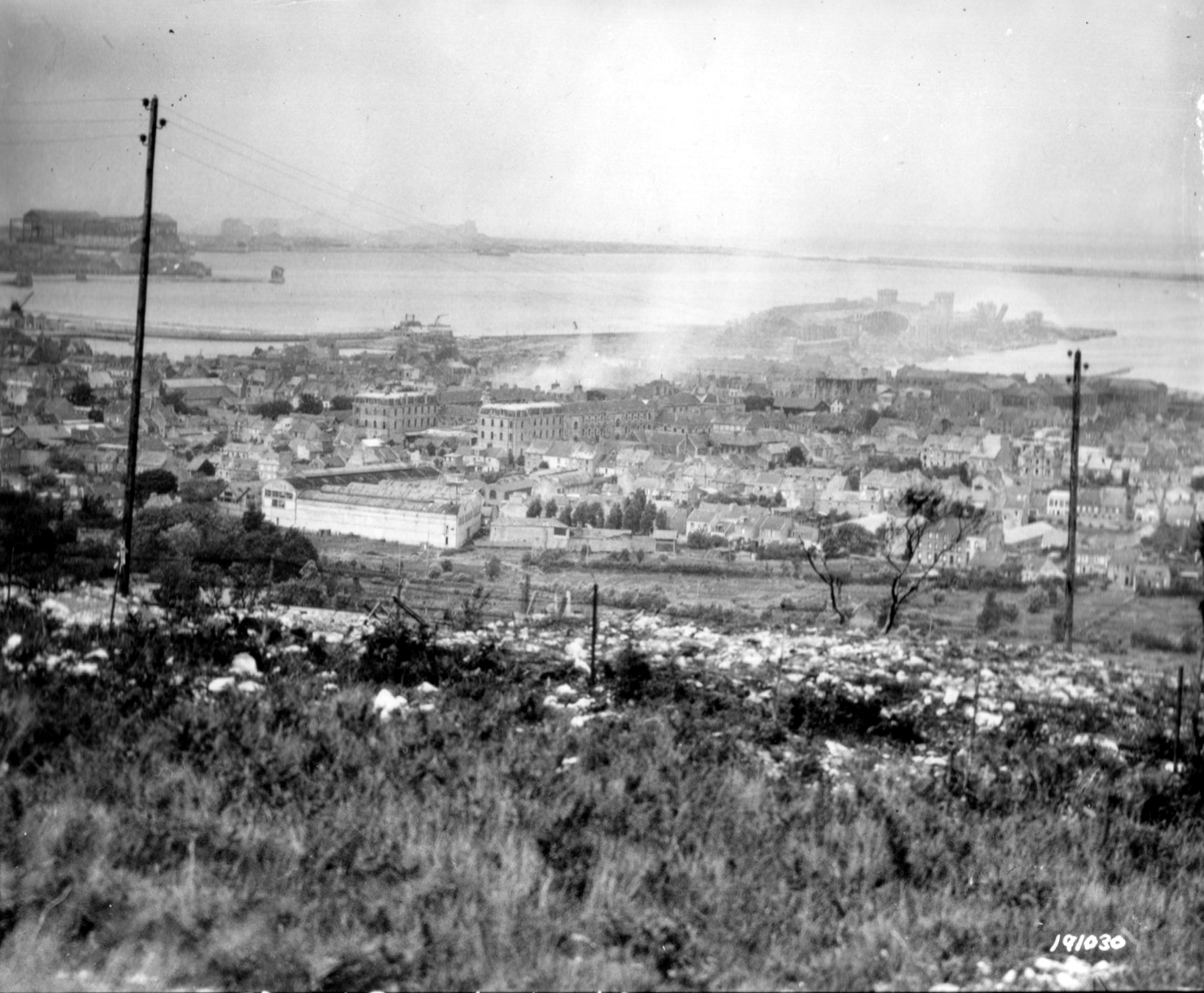
Bombardeo del puerto de Cherburgo

Al trazar los planes para la invasión de Francia, los planificadores aliados consideraron que sería necesario asegurar un puerto de aguas profundas, para permitir que los refuerzos pudieran llegar directamente desde los Estados Unidos; si no, el equipamiento primero debía ser desembarcado en el Reino Unido, desempaquetado, protegido del agua y cargado en lanchas de desembarco para llevarlo a Francia. Cherburgo, en la punta de la península de Cotentin, era el puerto más grande situado cerca de las playas del desembarco.
Los planificadores aliados decidieron no desembarcar directamente en la península de Cotentin porque el sector estaba atravesado por el río Douve, y la zona había sido inundada por los alemanes para impedir los desembarcos aerotransportados. Al ser nombrado comandante supremo de las fuerzas de tierra para la invasión en enero de 1944, el general Bernard Montgomery volvió a ordenar un desembarco en la península de Cotentin, en parte para ampliar el frente y por otro lado para prevenir que los invasores quedaran atrapados, así como para capturar Cherburgo más rápidamente.

## Los desembarcos

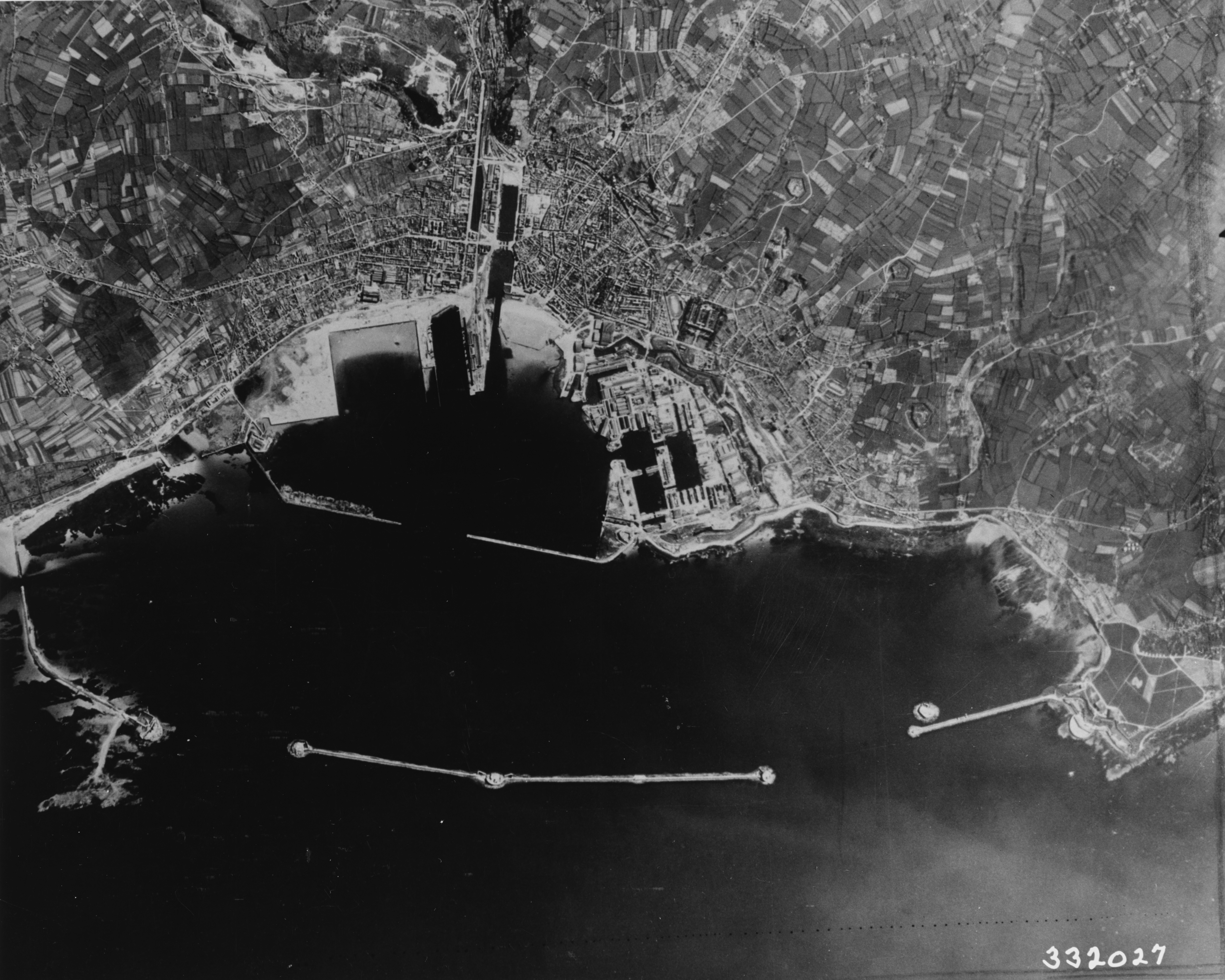
Cherburgo en 1944

En las primeras horas del 6 de junio, las divisiones aerotransportadas americanas 82.ª y 101.ª fueron lanzadas sobre la base de la península de Cotentin. A pesar de que el lanzamiento fue muy disperso, lograron asegurar la mayoría de las rutas por las que el VII Cuerpo de Ejército estadounidense avanzaría proveniente de la playa Utah. La 4.ª División de Infantería estadounidense desembarcaría en la playa Utah poco después del amanecer.
Apenas terminados los desembarcos, la prioridad de los invasores en la playa Utah era enlazar con el cuerpo principal de las tropas aerotransportadas más al oeste. El 9 de junio, la 101.ª consiguió atravesar el valle inundado del río Douve, capturando Carentan al día siguiente, ganando así un frente continuo.

## Avance a través de la península de Cotentin

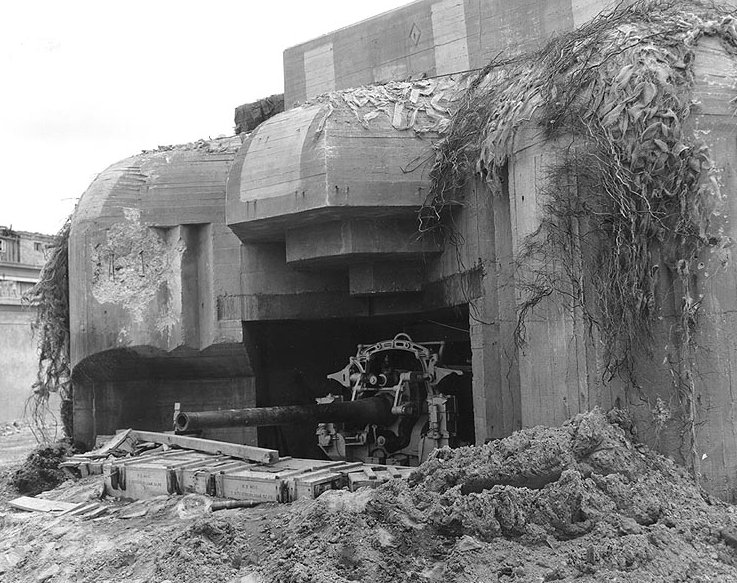
Búnquer alemán en Cherburgo

Este éxito permitió al VII Cuerpo de Ejército estadounidense moverse hacia el oeste para aislar la península de Cotentin. Además, habían desembarcado 3 divisiones de infantería para reforzar al cuerpo. Su comandante, el general J. Lawton Collins, hizo trabajar duro a sus tropas, reemplazando tropas en el frente o retirando oficiales si el avance era lento.
Los alemanes tenían una mezcla de regimientos y grupos de batalla de varias divisiones, muchas de las cuales habían sufrido graves pérdidas luchando contra las tropas estadounidenses durante los primeros días de la batalla. Prácticamente no se podía enviar tropas móviles o acorazadas dada la amenaza que había sobre Caen, más al este. Los refuerzos de infantería llegaban muy lentamente. Ironías del destino, las inundaciones del Douve actuaban contra los alemanes, pues aseguraban el flanco sur de los americanos.
Hacia el día 16 de junio ya no había obstáculos naturales frente a las tropas estadounidenses. El mando alemán estaba totalmente confuso. Incluso el mariscal Rommel quería retirar las tropas hacia las fortificaciones del muro atlántico en Cherburgo, desde donde podrían resistir un asedio durante unos días. Hitler, dictando órdenes desde su refugio en Prusia Oriental, exigía que se mantuviera la línea, aunque existiera el riesgo de un desastre.
En las últimas horas del 17 de junio, Hitler aceptó que las tropas se retiraran, pero hasta una línea nueva e ilógica, que ocupaba toda la península al sur de Cherburgo. Rommel protestó contra la orden, pero reemplazó al general Wilhelm Fahrmbacher, comandante del LXXXIV Cuerpo de Ejército, que pensaba que intentaba evitarlo.

## Camino de Cherburgo

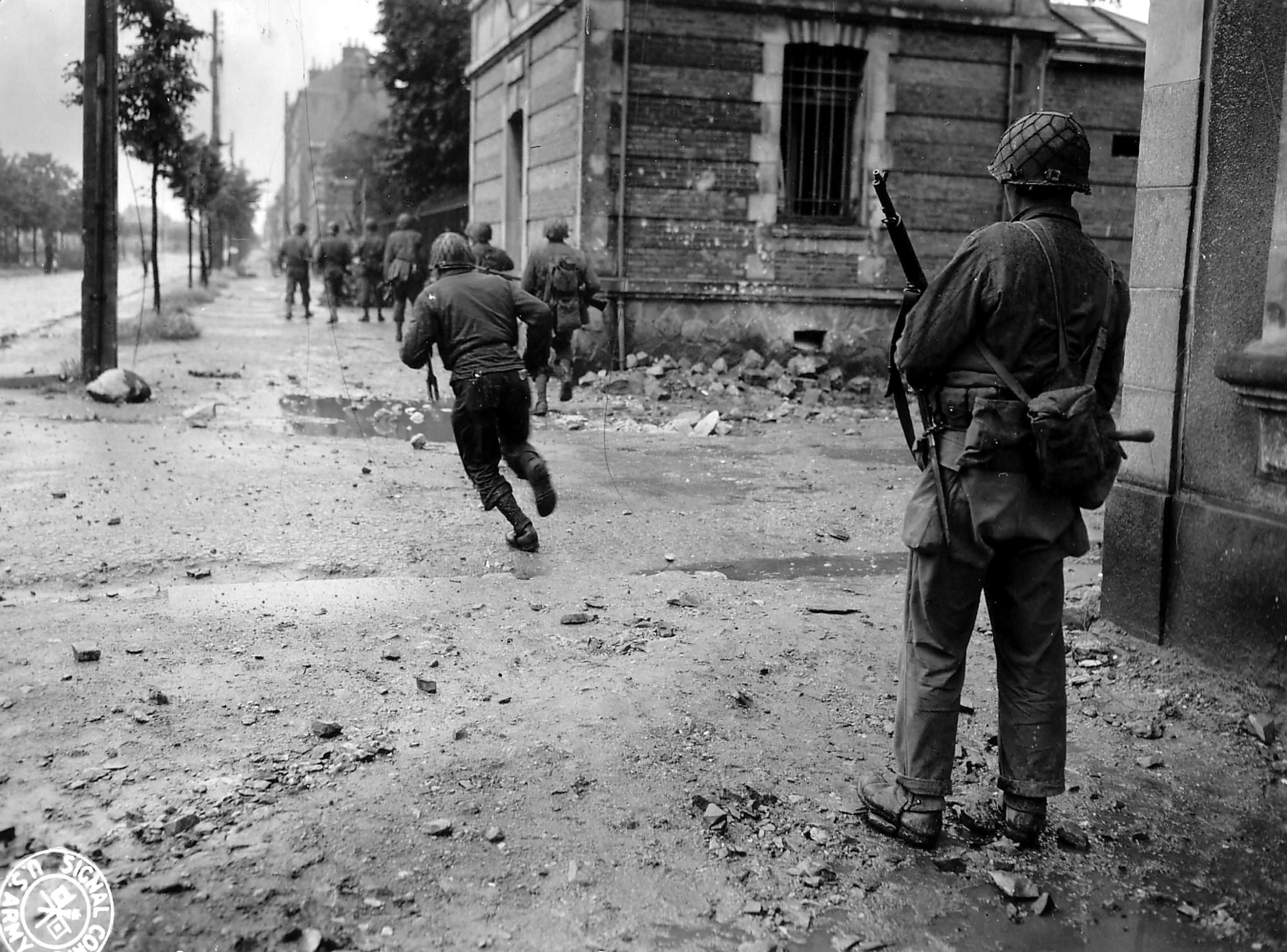
Soldados estadounidenses combatiendo en las calles de Cherburgo

El 18 de junio, la 9.ª División de Infantería estadounidense llegó a la costa oeste de la península de Cotentin. En 24 horas, tres divisiones de infantería estadounidense, la 4.ª, la 9.ª y la 79.ª se dirigían hacia el norte en un ancho frente. Casi no hubo oposición en el lado oeste de la península; al este, los exhaustos defensores en los alrededores de Montebourg se desmoronaron. Allí se descubrieron muchos puntos de lanzamiento de V-1, así como instalaciones para V-2 en Brix.
En dos días, las divisiones estadounidenses ya estaban tocando Cherburgo. El comandante de la guarnición, el teniente general Karl-Wilhelm von Schlieben, tenía 21 000 hombres, pero muchos eran personal naval o de unidades de trabajo; y las tropas de combate que se habían retirado hasta Cherburgo, incluyendo los restos de la propia división de Von Schlieben, la 709.ª División de Infantería, estaban debilitados y desorganizados. Faltaban la comida, el combustible y la munición. La Luftwaffe lanzó algunos suministros, pero muchos eran utensilios como Cruces de Hierro para levantar la moral de la guarnición. Sin embargo, Von Schlieben rechazó una propuesta de rendición y comenzó con las tareas de demolición para hacer que los aliados no pudieran aprovechar el puerto.
Collins lanzó un ataque generalizado el 22 de junio. En un inicio la resistencia era dura, pero muy pronto los estadounidenses comenzaron a limpiar lentamente los búnqueres alemanes. El 26 de junio, la 79.ª División capturó Fort du Roule, que dominaba la ciudad y sus defensas. Esto acabó con la posibilidad de organizar cualquier defensa. Von Schlieben fue capturado. Las fortificaciones del puerto y el arsenal se rindieron unos días después. Algunos alemanes resistieron hasta el 1 de julio.

## Después de la batalla
Los alemanes habían minado y dañado el puerto hasta tal punto que Hitler concedió la Cruz de Caballero al contraalmirante Walter Hennecke el día después de que se rindiera, por «un hecho sin precedentes en la defensa costera». El puerto no se pudo comenzar a usar hasta mediados de agosto, y los primeros barcos no pudieron operar hasta finales de julio. Sin embargo, los alemanes habían sufrido una grave derrota, como resultado de las órdenes rígidas de Hitler y de un veloz despliegue aliado.
El general Friedrich Dollmann, comandante del VII Cuerpo de Ejército, murió de un ataque al corazón el 28 de junio, tras ser informado de que sería juzgado en un consejo de guerra por la pérdida de Cherburgo.

### Citas
1. ↑  Harrison, Gordon A. (1951). «10».  En United States Army Center of Military History, ed. CROSS-CHANNEL ATTACK (en inglés) (2002 edición). Washington D.C. Archivado desde el original el 14 de mayo de 2013. Consultado el 11 de febrero de 2014.